# Маркус Бюхель
Маркус Бюхель (нім. Markus Büchel, 14 травня 1959 Руґґель, Ліхтенштейн — 9 липня 2013, Руґґель, Ліхтенштейн) — ліхтенштейнський державний і політичний діяч.
Юридичну освіту здобув у Бернському і Мюнхенському університетах. Після повернення додому, практикував як адвокат і представляв Банк Ліхтенштейну на переговорах з Європейським Союзом.
Політичну кар'єру почав, ставши міністром фінансів в уряді Ганса Брунгарта. Після перемоги Прогресивної громадянської партії на виборах у лютому 1993 року, він став прем'єр-міністром і в травні того ж року сформував новий уряд. Крім членів Прогресивної громадянської партії, до нього увійшли також члени Патріотичного союзу. Проте вже у вересні Бюхеля звинуватили у відмові від співпраці з іншими міністрами, парламент виніс уряду вотум недовіри. На позачергових парламентських виборах у жовтні 1993 року переміг Патріотичний союз. Його лідер Маріо Фрік очолив новий уряд.
З вересня 2002 року Маркус Бюхель був почесним консулом Росії в Ліхтенштейні.